# Titus Andronicus (groupe)
Pour les articles homonymes, voir Titus Andronicus (homonymie), Titus et Andronicus.
Titus Andronicus est un groupe de punk, de rock indépendant, de folk rock et de shoegazing originaire du New Jersey. Il trouve ses influences dans des groupes comme Pulp et Neutral Milk Hotel.

## Biographie
Leur nom provient de la tragédie de William Shakespeare, Titus Andronicus.

## Promotion et critiques
Titus Andronicus fait partie des groupes qui bénéficièrent d'un éclairage manifeste de la part du site de critique Pitchfork. Même s'il est difficile de cibler précisément ce type d'influence, il est indéniable que Titus Andronicus en a profité.
Le premier album, The Airing of Grievances, a reçu la note de 8,5/10.

## Discographie

### Albums
- The Airing of Grievances (2008)
- The Monitor (2010)
- Local Business (2012)
- The Most Lamentable Tragedy (2015)
- S+@diumcRok: Five Nights at the Opera (2016)R

### EP
- Titus Andronicus EP (auto-produit)
- Titus Andronicus b/w Fear and Loathing in Mahwah, New Jersey
- Camus b/w Upon Viewing Brueghel's Landscape with the Fall of Icarus